# Holzräderuhr

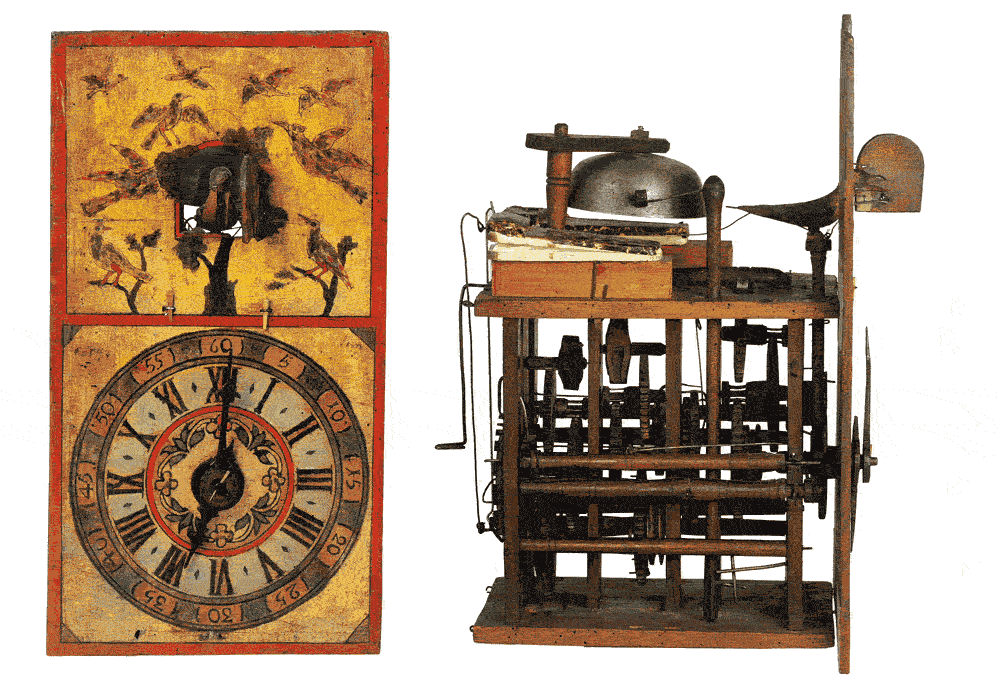
Frühe Kuckucksuhr, Schwarzwald, um 1760–1780 (Deutsches Uhrenmuseum, Inv. 03-2002)

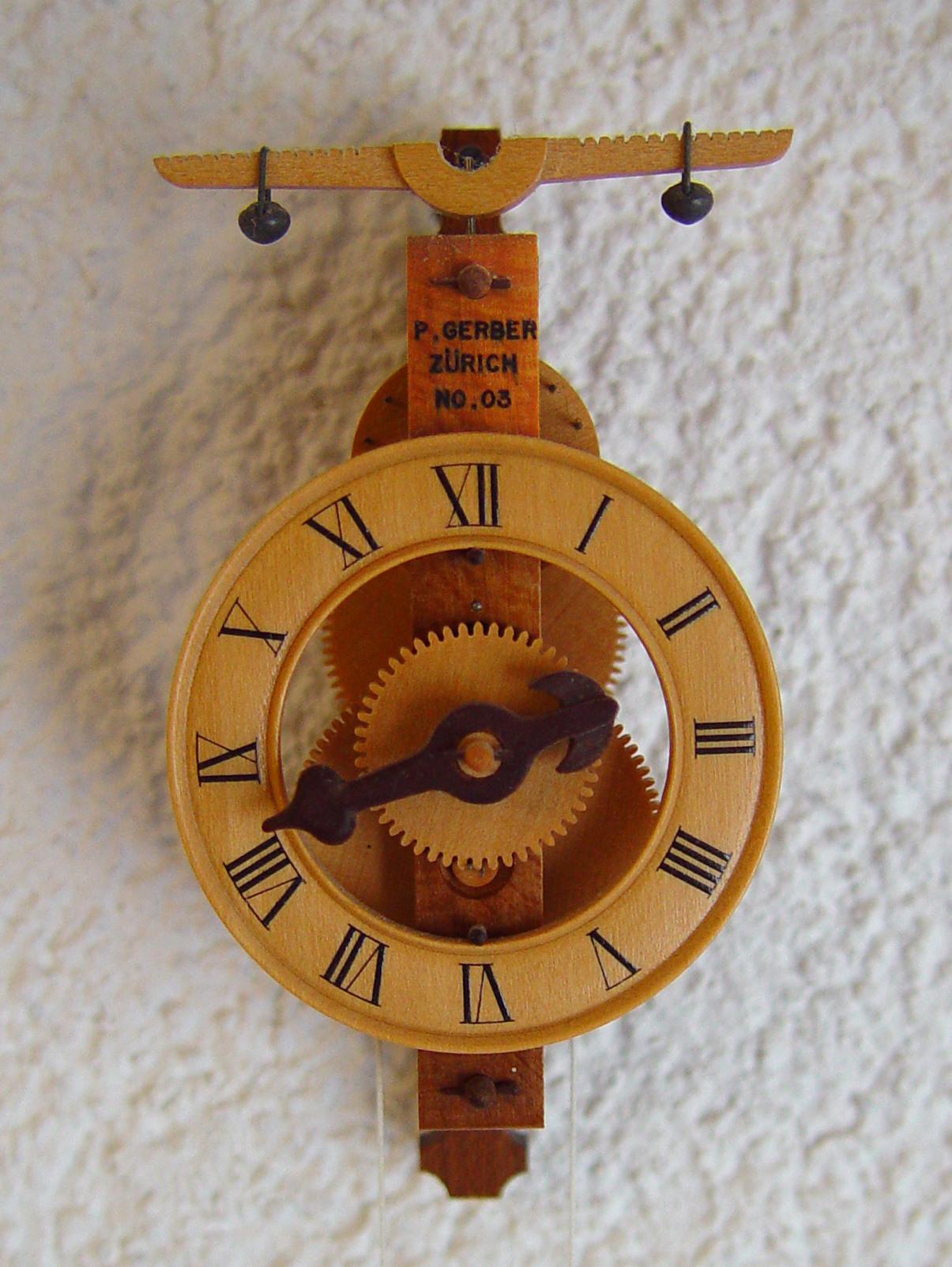
Miniatur-Waagbalkenuhr „Engadiner Zytli“, 74 mm hoch, Durchmesser Ziffernring 37 mm, aus Buchsbaum- und Zwetschgenbaumholz von Paul Gerber

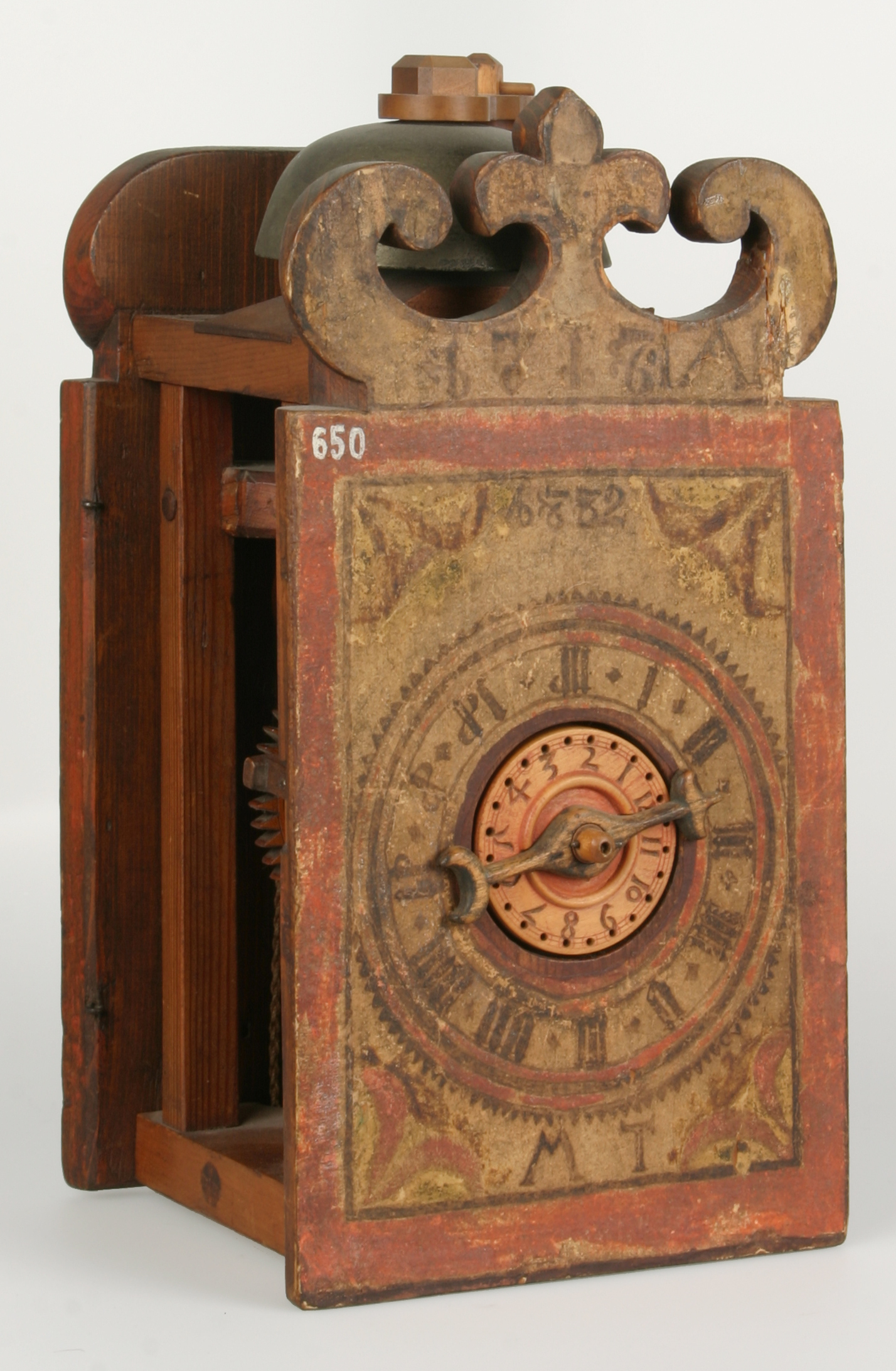
Davoser Holzräderuhr von 1717 mit Weckerscheibe

Eine Holzräderuhr ist eine Räderuhr, deren Werk weitgehend aus Holz hergestellt ist. Von den Großuhren aus Holz sind die Schwarzwälder Uhren die bekanntesten.

## Geschichte
Holzräderuhren wurden vom 17. bis 19. Jahrhundert in zahlreichen Regionen Mitteleuropas gefertigt. Die ältesten erhaltenen Objekte stammen aus der Zeit um 1580. Arme Bauernfamilien mit handwerklichem Können aus der Küferei oder Drechslerei und tradiertem Uhrmacherwissen begannen als Nebenerwerb in den langen Wintermonaten mit der Herstellung von Holzräderuhren.
Neben den gewöhnlichen Wanduhren für Bauern- und Handwerkerstuben schufen die Holzuhrenmacher Kunstuhren mit astronomischen Anzeigen, beweglichen Figurenspielen und Musikwerken. Taschenuhren aus Holz sind selten.

## Schwarzwälder Uhren
Franz Anton Ketterer (1676–1750), ein armer Bauer aus Schönwald, und Simon Dilger (1671–1750), ein Drechsler aus Schollach, begannen Holzräderuhren mit einer Waag (Foliot) als Gangregler herzustellen. Die Waagbalkenuhr ist eine Holzräderuhr, die nur einen Uhrzeiger hat (Einzeigeruhr).
Ab 1640 wurden in einigen Schwarzwaldtälern Waagbalkenuhren in Heimarbeit hergestellt. Zur Fertigung einer Uhr benötigte man etwa eine Woche. Auf den vier Markierungen auf dem hölzernen Zifferblatt, konnten mit dem Zeiger nur die Viertelstunden angezeigt werden (Viertelstundenuhr). Für die damalige Zeit war die Uhr trotz fehlender Minutenangaben eine Sensation.
Um 1750 entstand die Schwarzwälder Kuckucksuhr, in dem in die Schottenuhr mit Kuhschwanzpendel ein Kuckuck integriert wurde, der aus dem Türchen im oberen Schildblattbogen herauslugte.
Die Bedeutung der Uhrmacherei wuchs so stark, dass 1850 in Furtwangen die Großherzoglich Badische Uhrmacherschule (heute: Deutsches Uhrenmuseum) gegründet wurde. Ihr erster Direktor, der spätere Erbauer der Schwarzwaldbahn und der Nordrampe der Gotthardbahn, war Robert Gerwig.

## Davoser Holzräderuhren – Ura Tavo (rätorom. für Davoser Uhr)
Von 1668 bis 1839 entwickelte sich im Raum Davos ein eigenständiger Zweig innerhalb der Schweizer Holzräderuhrmacherei. Nachdem in der Zeit des Dreißigjährigen Krieges die Bündner Wirren große Not brachten, kam mit dem Westfälischen Frieden eine Zeit des bescheidenen Wohlstandes. Eigene Zimmeruhren aus Eisen konnten sich jedoch nur einige reiche Bürger leisten. Weniger wohlhabende Bürger hatten das Bedürfnis nach einer erschwinglichen, nach ihrem Geschmack gefertigten, eigenen Uhr.
Im hintersten Hof des Sertigtals, mit seinen langen Wintermonaten, begann die Walser Bauernfamilie Ambühl, mit der Herstellung von Holzräderuhren. In der Familie überliefertes Uhrmacherfachwissen, auswärts Erlerntes, gute lokale Werkstoffe sowie großes handwerkliches Können aus der Weissküferei bildeten die Voraussetzungen. Eine damalige Eisenuhr diente als Vorbild. Die erste bekannte Davoser Holzräderuhr von 1696 gleicht mit ihren Ornamenten der Churer Eisenuhr von Martin Rager. Während der 170-jährigen Herstellungszeit wurde die gleiche Konstruktion mit der ungenauen Radunruh beibehalten. Für die Pfeiler wurde Lärchenholz, für das übrige Werkgestell Zirbelkiefer und für die Räder Bergbirke verwendet. Der schlanke Stundenzeiger ist mit einer damals üblichen dreizackigen Spitze und einer Mondsichel am Gegenende geschnitzt und sitzt direkt der Weckerscheibe auf. Bei den älteren Uhren sind Stunden- und Viertelstundenanzeiger getrennt. Der klobig-kurze Viertelstundenzeiger diente auch zum Nachstellen der Uhr.
Die Davoser Uhren wurden regional über die Saumwege des Wolfgang-, Flüela-, Scaletta- und Strelapass ins Prättigau, Oberengadin und ins Schanfigg vertrieben und verkauft. Die ab 1820 industriell hergestellten Schwarzwälderuhren, die über die im 19. Jahrhundert gebauten Bündner Passstraßen importiert wurden, setzten der Produktion der Davoser Holzräderuhren ein Ende.

## Museen
- Gewerbemuseum Winterthur: Die Uhrensammlung Kellenberger
- Musée international d'horlogerie, La Chaux-de-Fonds
- Uhrenmuseum Beyer, Zürich
- Deutsches Uhrenmuseum, Furtwangen

## Ausstellungen
- Die Davoser Holzräderuhr - Ura Tavo. Sonderausstellung der Uhrensammlung Kellenberger, Winterthur, vom 19. September bis 20. Februar 2011.